# Феліпе Реєс
Феліпе Реєс  (ісп. Felipe Reyes, 16 березня 1980) — іспанський баскетболіст, олімпійський медаліст.

## Виступи на Олімпіадах
| Олімпіада   | Дисципліна | Місце |
| ----------- | ---------- | ----- |
| Афіни 2004  | баскетбол  | 7     |
| Пекін 2008  | баскетбол  | 2     |
| Лондон 2012 | баскетбол  | 2     |
| Ріо 2016    | баскетбол  | 3     |